# Dojinoviće
Dojinoviće település Szerbiában, a Raskai körzet Novi Pazar községében.

## Népességváltozás
- 1948-ban 392 lakosa volt.
- 1953-ban 403 lakosa volt.
- 1961-ben 370 lakosa volt.
- 1971-ben 316 lakosa volt.
- 1981-ben 275 lakosa volt.
- 1991-ben 195 lakosa volt.
- 2002-ben 120 lakosa volt, akik mindannyian szerbek.